# Mal'ta-Buret'
Mal'ta-Buret', o Malta-Buret, és una cultura arqueològica del Paleolític superior que es va desenvolupar a la zona del riu Angarà superior, a l'oest del llac Baikal, a l'óblast d'Irkutsk de Sibèria. Els jaciments base d'aquesta cultura porten el nom dels pobles de Mal'ta (Мальта́), del districte d'Usolsky, i Buret '(Буреть), del districte de Bokhansky (tots dos situats a l'òblast d'Irkutsk). Aquesta cultura abasta una cronologia de 24 000 à 15 000 BP.
La cultura pren el seu nom dels jaciments arqueològics de Mal'ta i Buret situats a la conca de l'Angarà. Aquests jaciments van donar unes Venus paleolítiques de l'estil siberià (prima i amb les cames estirades), algunes de les quals es creu que representaven caputxes i els pantalons més antics coneguts.
El 2013 es va publicar el genoma (vegeu Haplogrup R del cromosoma Y) del noi de Mal'ta, d'aproximadament 24.000 anys d'antiguitat.